# Joonggoora cunctilineata
Joonggoora cunctilineata är en fjärilsart som beskrevs av Lucas 1901. Joonggoora cunctilineata ingår i släktet Joonggoora och familjen praktmalar, Oecophoridae. Inga underarter finns listade i Catalogue of Life.